# Joanna d’Arc (film 1999)
Joanna D’Arc (ang. The Messenger: The Story of Joan of Arc) – francuski film fabularny z 1999 będący ekranizacją losów Joanny d’Arc. Reżyserii filmu podjął się Luc Besson, a tytułową rolę zagrała Milla Jovovich.

## Fabuła
XV wiek. Nastoletnia Joanna doznaje objawienia, w którym św. Katarzyna powierza jej misję ratowania Francji. Dziewczyna udaje się do Chinon, gdzie spotyka się z Karolem VII. Zbiera wojska i walczy w imię wolności ojczyzny. Jednak po zdobyciu Orleanu zostaje zdradzona i przekazana Anglikom.

## Obsada
- Milla Jovovich jako Joanna d’Arc
- Dustin Hoffman jako Sumienie
- Faye Dunaway jako Jolanta Aragońska
- John Malkovich jako król Karol VII
- Tchéky Karyo jako Jean de Dunois
- Vincent Cassel jako Gilles de Rais
- Desmond Harrington jako Jean d'Aulon
- Richard Ridings jako La Hire
- Pascal Greggory jako Jan II d’Alençon
- Timothy West jako Pierre Cauchon
- Rab Affleck jako Kompan
- Edwin Apps jako biskup Rouen
- Andrew Birkin jako John Talbot
- John Boswall jako stary ksiądz
- Gina McKee jako księżna Bedford
- David Bailie, David Barber, Brian Poyser i Dominic Borrelli jako Angielscy Sędziowie